# Eperison
Eperison ist ein oral wirksamer Arzneistoff aus der Gruppe der zentral wirksamen Muskelrelaxantien und chemisch strukturell verwandt mit Tolperison. Eperison wird insbesondere in zahlreichen Ländern Asiens, einschließlich China, Indien, Indonesien, Südkorea und Japan, zur Behandlung muskulärer Verspannungen, Hexenschuss und spastischer Lähmungen verwendet.

## Pharmakologie

### Wirkungsweise (Pharmakodynamik)
Eperison ist ein zentral wirkender muskelrelaxierender Arzneistoff. Zusätzlich verfügt er über eine analgetische Wirkkomponente. Diese Effekte werden auf molekularer Ebene mit einer Lokalanästhetika-ähnlichen Hemmung von spannungsabhängigen Natrium- und Calciumkanälen an Motoneuronen und primären Afferenzen in Verbindung und somit mit einer Hemmung der Freisetzung von Transmittern in Verbindung gebracht.

## Klinische Angaben

### Anwendungsgebiete
In Europa und Nordamerika bestehen derzeit keine Arzneimittelzulassungen. Eine mögliche Anwendung zur Behandlung der spastischen Lähmung, Rückenschmerzen und der Spondylose wurde in kleineren klinischen Studien untersucht. Die Ergebnisse dieser klinischen Studien wurden von den Autoren als ein Hinweis auf eine Wirksamkeit interpretiert.

### Nebenwirkungen
Während der klinischen Studien konnten insbesondere Benommenheit, Schwindel, Gleichgewichtsstörungen, Übelkeit, Erbrechen und Bauchschmerzen als unerwünschte Arzneimittelnebenwirkungen beobachtet werden, die in einem möglichen Zusammenhang mit der Einnahme von Eperison stehen können.

## Handelsnamen und Darreichungsformen
Eperison wird im asiatischen Raum unter dem Markennamen Myonal vertrieben.